# Älmeboda kyrka
Älmeboda kyrka är en kyrkobyggnad som tillhör Älmeboda församling i Växjö stift. Kyrkan ligger i samhället Rävemåla i Tingsryds kommun.

## Älmeboda kyrkoruin
En tidigare medeltida stenkyrka låg på prästgårdens ägor i norra delen av socknen 3/8 mil norr om den nya kyrkan på  en sank undanskymd plats, i Älmeboda, och var uppförd under 1100-talet. Kyrkan utökades under senare delen av medeltiden samt 1787 då den byggdes ut åt öster och blev relativt rymlig. Den var 29 meter lång, 11 meter bred och 6 meter hög. Eftersom kyrkan visade sig vara alltför bristfällig och upplevdes ändå för liten, väcktes så småningom vid mitten av 1800-talet frågan om byggandet av en helt ny kyrka. Medel för en ny kyrka började samlas in. Oenighet beträffande platsen för den nya kyrkans uppförande fördröjde arbetets igångsättning. Slutligen enades man om att kyrkobyggnaden skulle uppföras i Rävemåla. Den gamla kyrkan övergavs när den nya stod färdig och blev till slut en ruin.  
Även stod en gammal klockstapel på en liten backe vid vägen en bit från kyrkan. En väldigt tung gammal dopfunt av almträ fanns i kyrkan åtminstone till 1770. Sägnen omtalade att den skulle varit huggen ur det träd som byn fick sitt namn ifrån (byn hette tidigare Elmeboda). Även fanns några förvarade stavar som sades ha varit använda i Blendas krigshär. Både dopfunten och stavarna försvann sedan.

## Kyrkan i Rävemåla
Nuvarande stenkyrka uppfördes åren 1876-1877 i historiserande blandstil efter ritningar av arkitekt Ludvig Hedin. Kyrkan har en nord-sydlig orientering med kor i söder och en vidbyggd sakristia söder om koret. Kyrktornet med huvudingång ligger i norr. Tornet är försett med romanska ljudöppningar, tornur och hög nygotisk spira krönt av ett kors. Kyrkorummet är treskeppigt med tunnvalv i mittskeppet och kassettak i sidoskeppen.  I kyrkan installerades en värmeanläggning bestående av 4 järnugnar med rör. I sakristian fanns också en järnugn. I ett förvaringsrum fanns en kakelugn.
Kyrkan invigdes den 19 september 1877 av biskop Henrik Gustaf Hultman.
Under årens lopp har kyrkan genomgått flera restaureringar, däribland följande:
1927-29: Nytt altare, nya fönster, ommålning m.m. Installation av uppvärmning medelst lågtrycksånga. Paul Boberg arkitektkontor.
1930: Torntaket målas.
1937: Installation av elbelysning i kyrkan. Utförd av Paul Boberg arkitektkontor.
1945: Inredning i sakristian. Utförd av Paul Boberg arkitektkontor.
1949: Förgyllning av kopparkors och kulor. Ny entrédörr med överljus och ny yttertrappa. Utförd av Bent Jörgen Jörgensens arkitektkontor.
1950: Utvändig restaurering. Taktäckning m.m.
1960: Radiatorskärm i förvaringsrum.
1961: Restaurering av sakristia, knäfall, förvaringsrum. Inläggning av kormatta. Komplettering av elbelysning. Utförd av Bent Jörgen Jörgensens arkitektkontor.
1962: Installation av oljeeldning.
1965: Utvidgning av kyrkogården.
1971: Invändig och utvändig restaurering, golv- och takarbeten, omändring av bänkar och altarring m.m. Utförd av Bent Jörgen Jörgensens arkitektkontor..
1990: Yttre restaurering, renovering av putsen.
2007: Puts- och takrenoveringar, målning av dörrar och fönsterbågar, hela kyrkan avfärgad i vitt. 

## Inventarier
- Triumfkrucifix, troligen från 1400-talet.

- Altartavlan är målad 1892 av kyrkomålaren Ludvig Frid från Skede.
- Altaruppställningen som omramar altartavlan består av två pilastrar  med dekor, förgyllda krön, och rakt odekorerat överstycke.
- Altarringen är femsidig.
- I ett ljusfält ovanför altartavlan är gamla kyrkans triumfkrucifix placerat. Krucifixet antas vara ett nordtyskt arbete från 1400-talet.
- Predikstol med ljudtak.
- Timglas som bär årtalet 1719 i form av en ängel som i högra handen håller en förgylld lie och i vänstra handen timglaset.
- Dopfunt i koret tillverkad av alm med snidade fält.
- Dopfunt i sten placerad i kyrkans dopkapell.
- Dopaltare med Kristusmonogram i dopkapellet.
- Altarkors av glas tillverkat av Lindshammars glasbruk.
- Mindre krucifix utfört av konstnären Eva Spångberg.
- Öppen bänkinredning.
- Orgelläktare med utsvängt mittstycke.
- 4 ljuskronor varav en i mässing skänkt av församlingens ungdom år 1747, en av brons och glas skänkt av bagare Johansson i Karlskrona år 1877.
- En oblatask skänkt av Peter Nilsson i Älmeboda Klockaregård.
- En kommunionkalk tillverkad 1821.
- En patén skänkt 1820 av Samuel Aron Ankarstjerna (1775-1825) från Skärsjöhult.
- En bild av S:t Olof skuren i trä.
- 2 värjor varav en skänkt av förmodligen Samuel Aron Anckarstjärna då den tillhört en fänrik Anckarstjärna från Skärsjöhult och han tog avsked med bibehållen grad som sådan år 1800. Se TAB. 4

## Klockor
- Storklockan saknar inskription (åtminstone från 1897).
- Mellanklockan är gjuten 1751 av Andreas Wetterholtz, Malmö. Inskription på ena sidan: "Ifrån solens uppgång allt intill nedergången vare Herrans namn lofvadt. Ps. 113:3. Guten af Andreas Wetterholtz, kongl. privil. Styck och Klockgjutare. Anno 1751. No. 230." Andra sidan: "O kristen märk, Med bön dig stärk, När du hör klockan klinga, Att Herrans ord I godan jord Wälsignad frukt må bringa. Pastor & prepositus Mag. Laurentius Odelin. Comminister Petrus Streling."[7]
- Lillklockan är från 1684. Inskription: "Herrans namn vare lofvadt. Anno 1684. Pastore Carolo Rimmio. Comministro Laurentio Spegel. Res. Sven Simonsson LASN. PES. Kiörkior. ATS. SMS. MNS. ALS."

## Orgel

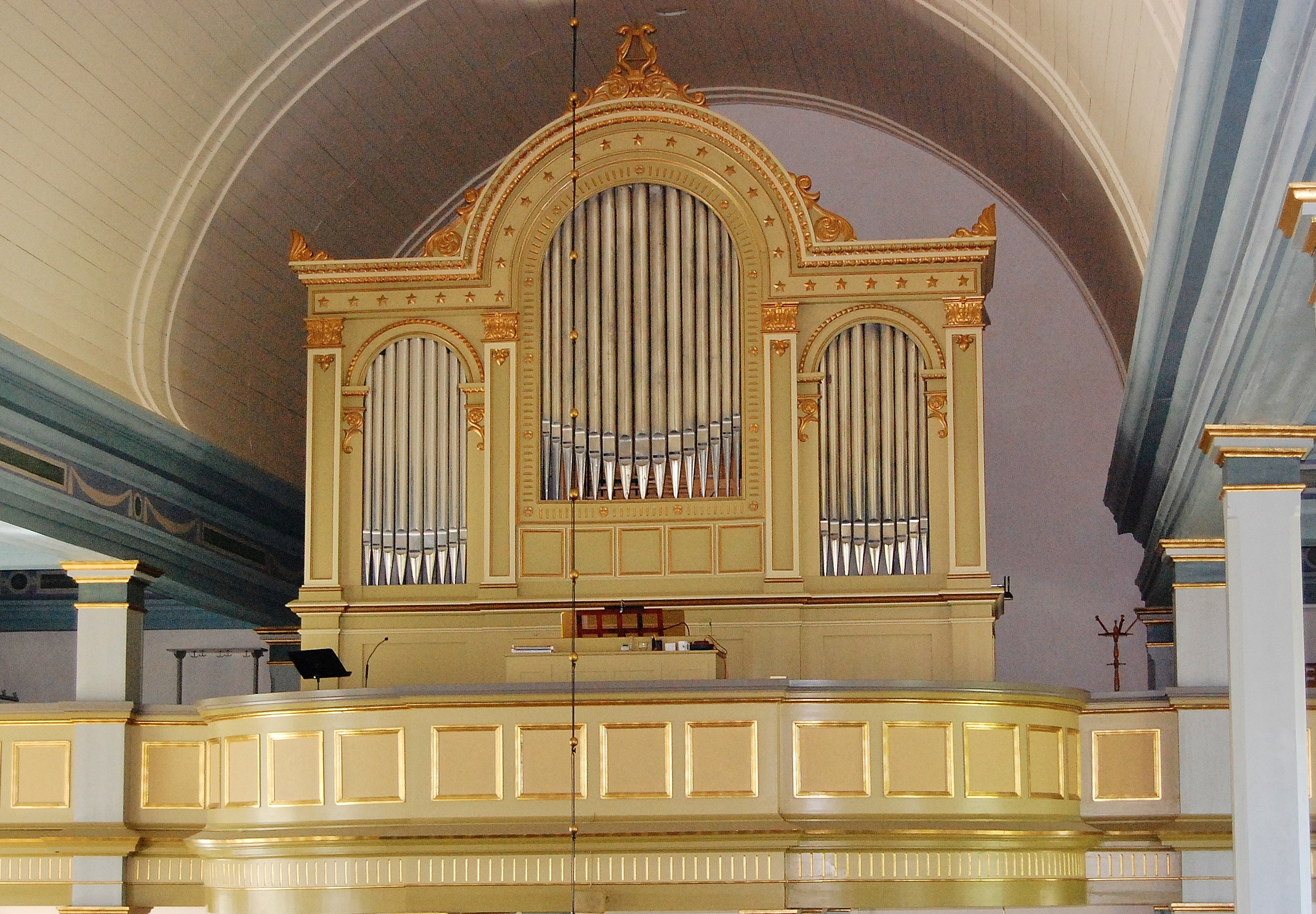
Läktarorgeln

- 1758 byggde Jonas Wistenius, Linköping en orgel med 13 stämmor.[8]

| Manual        |
| Gedackt 8'    |
| Kvintadena 8' |
| Principal 4'  |
| Mixtur III    |
| Dulcian 16'   |
| Trumpet 8'    |
| Trumpet 4'    |

- Orgeln är byggd 1881 av Carl August Johansson, Hovmantorp och hade 22 stämmor fördelade på två manualer.
- 1933 byggdes en orgel av Mårtenssons orgelfabrik i Lund. Orgeln är pneumatisk och har 1881 års fasad.

| Huvudverk I         | Svällverk II        | Pedal            | Koppel   |
| Borduna 16´         | Violinprincipal 8´  | Principalbas 16´ | I/P      |
| Principal 8´        | Rörflöjt 8´         | Subbas 16´       | II/P     |
| Flûte harmonique 8´ | Salicional 8´       | Ekobas 16´       | II/I     |
| Borduna 8´          | Voix céleste 8'     | Cello 8´         | I 4'/I   |
| Gamba 8'            | Flûte octaviante 4' | Basun 16´        | II 16'/I |
| Oktava 4'           | Flautino 2'         |                  | II 4'/I  |
| Oktava 2'           | Sesquialtera 2 chor |                  |          |
| Mixtur 3-4 chor     | Trumpet 8'          |                  |          |
| Corno 8'            | Crescendosvällare   |                  |          |

- För att återskapa den ursprungliga orgeln genomfördes ännu en ombyggnad 1990-1991 av Åkerman & Lund Orgelbyggeri i Knivsta. Orgeln har 25 stämmor.

Nuvarande disposition:
| Huvudverk (I) C-g3  | Svällverk (II) C-g3 | Pedalverk (P) C-f1 | Koppel |
| Principal 16'       | Principal 8'        | Principalbas 16'   | I/P    |
| Borduna 16'         | Rörflöjt 8'         | Subbas 16'         | II/P   |
| Principal 8'        | Salicional 8'       | Borduna 8'         | II/I   |
| Bourdon 8'          | Voix céleste 8'     | Violoncell 8'      | 4'/I   |
| Flûte harmonique 8' | Octava 4'           | Octava 4'          | 16'/II |
| Gamba 8'            | Flûte octaviante 4' | Basun 16'          |        |
| Octava 4'           | Flöjt 2'            |                    |        |
| Flöjt 4'            | Corno 8'            |                    |        |
| Qvinta 3'           |                     |                    |        |
| Octava 2'           |                     |                    |        |
| Mixtur 3-4 chor     |                     |                    |        |
| Trumpet 8'          |                     |                    |        |

## Bildgalleri

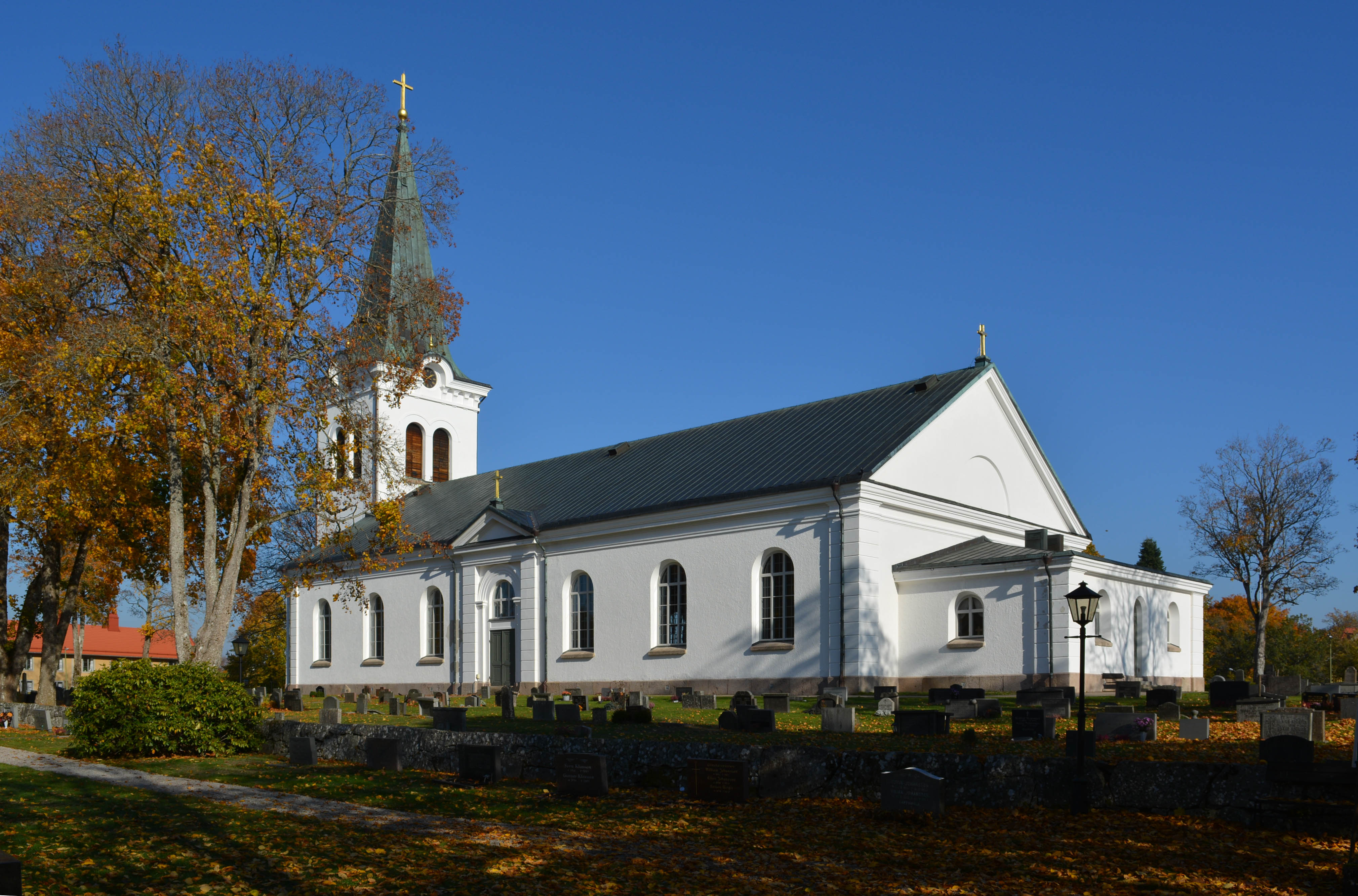
Kyrkan från sydväst.
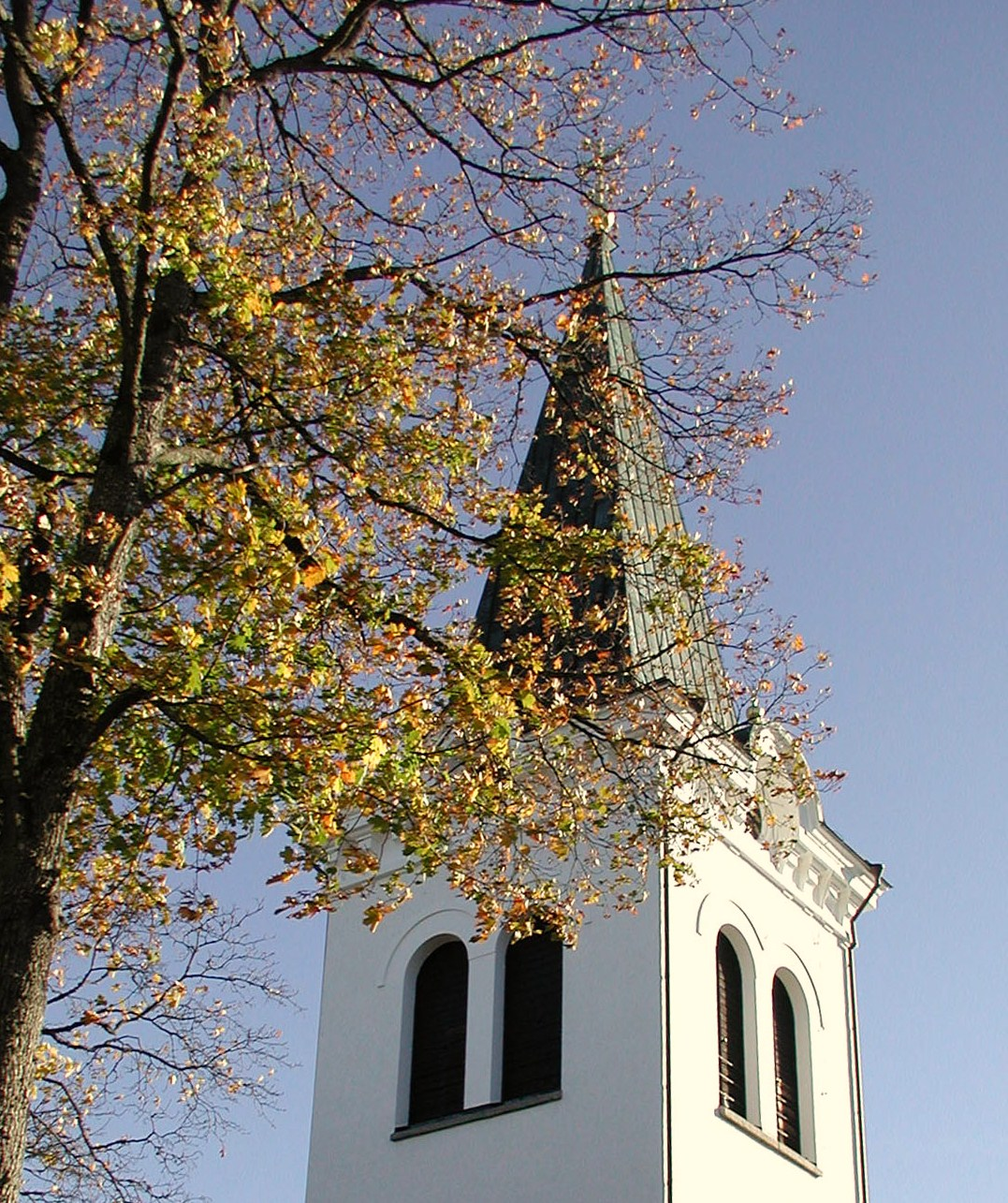
Ljudöppningarna och tornspiran.
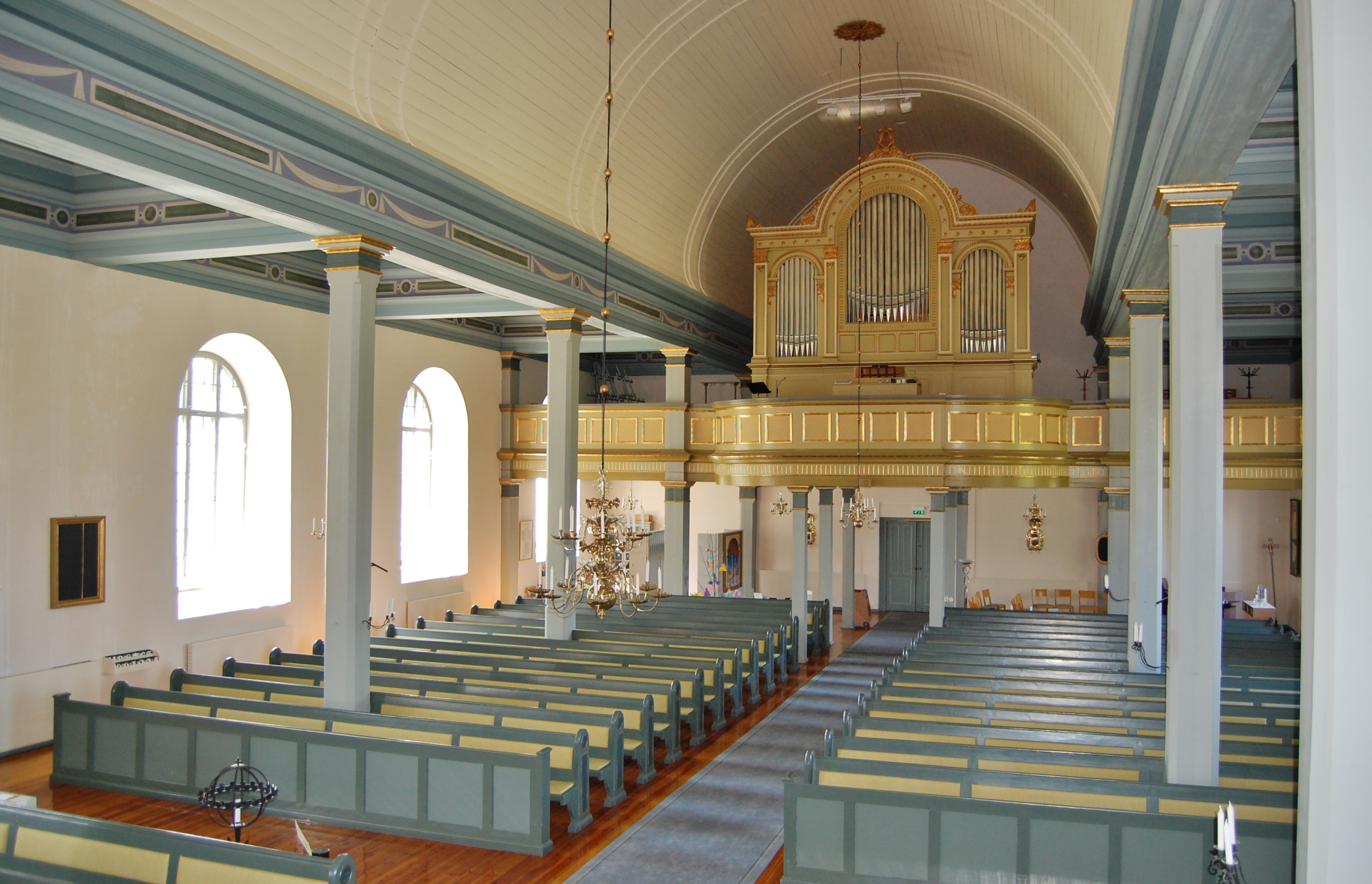
Kyrkorummet mot nord.
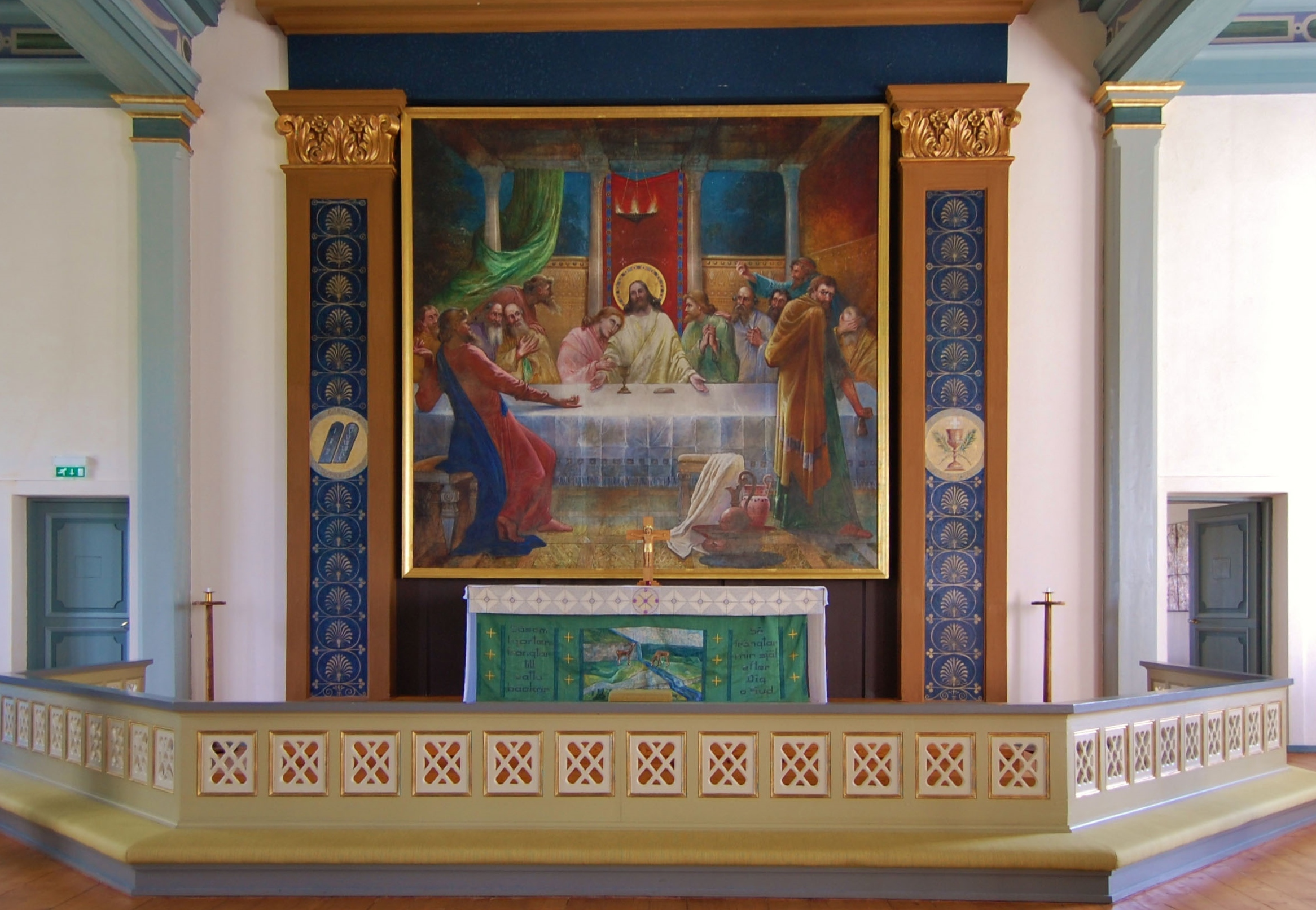
Koret.
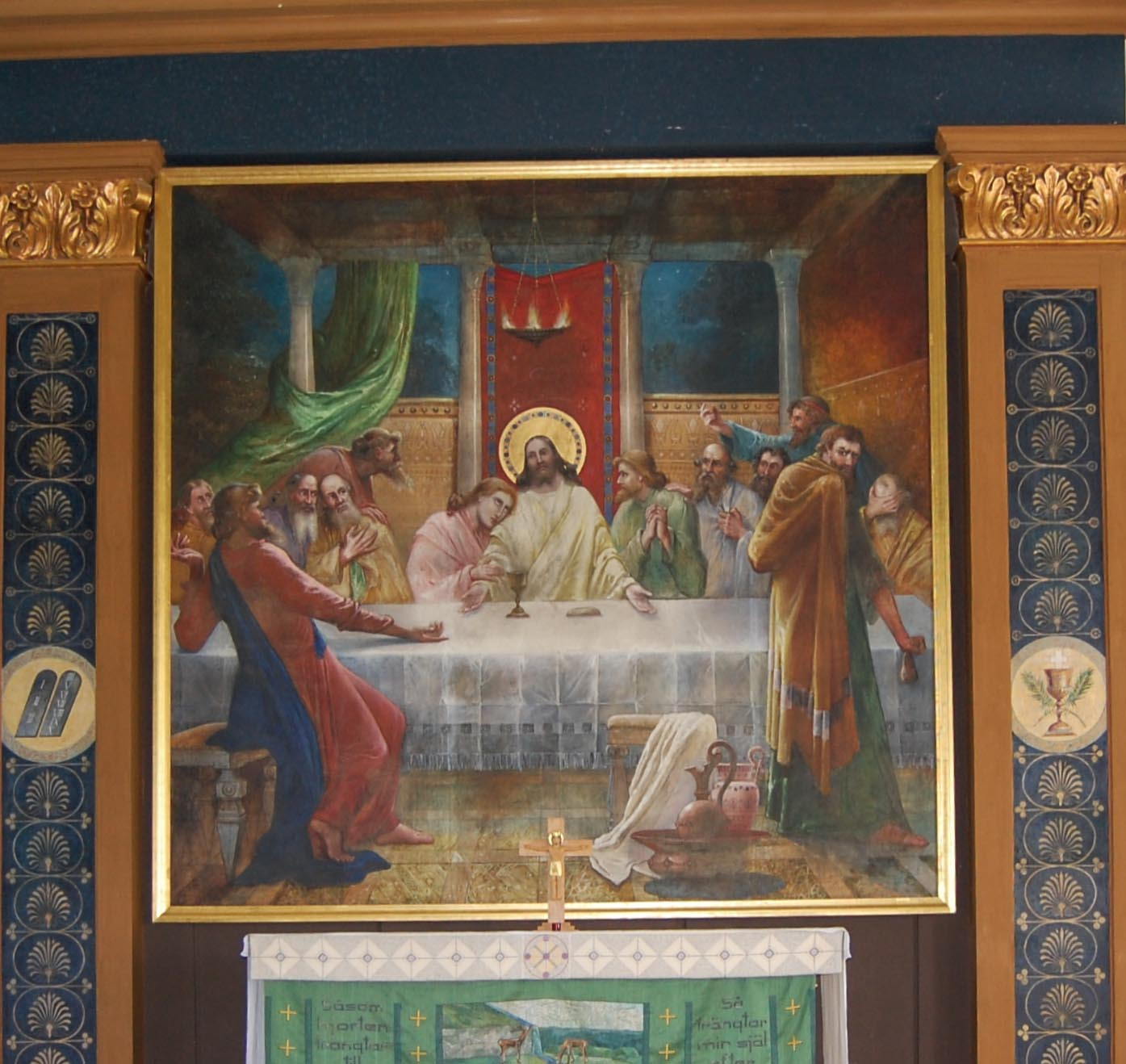
Nattvarden.Altartavlan utförd 1892  av Ludvig Frid.
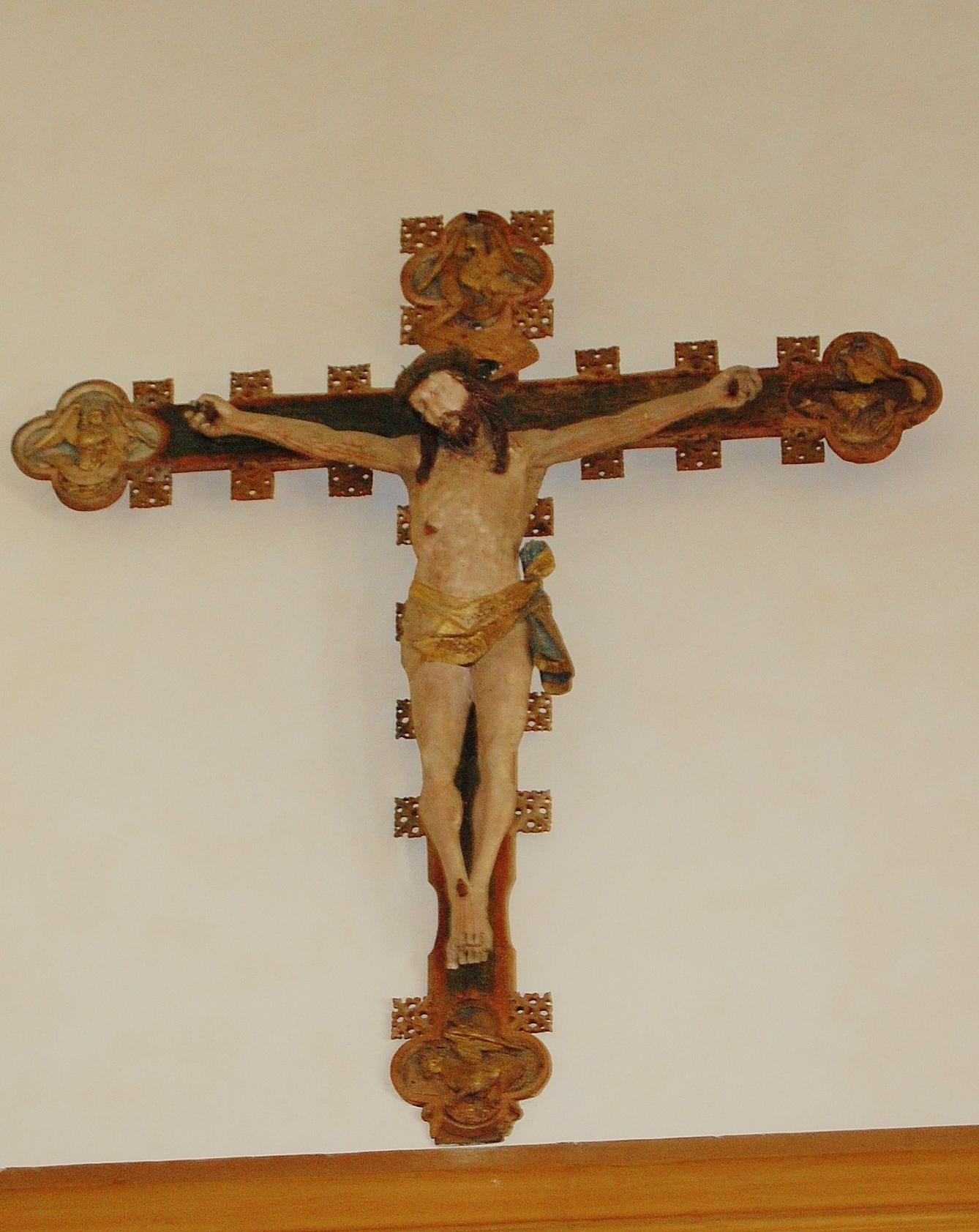
Triumfkrucifix ,troligen från 1400-talet.
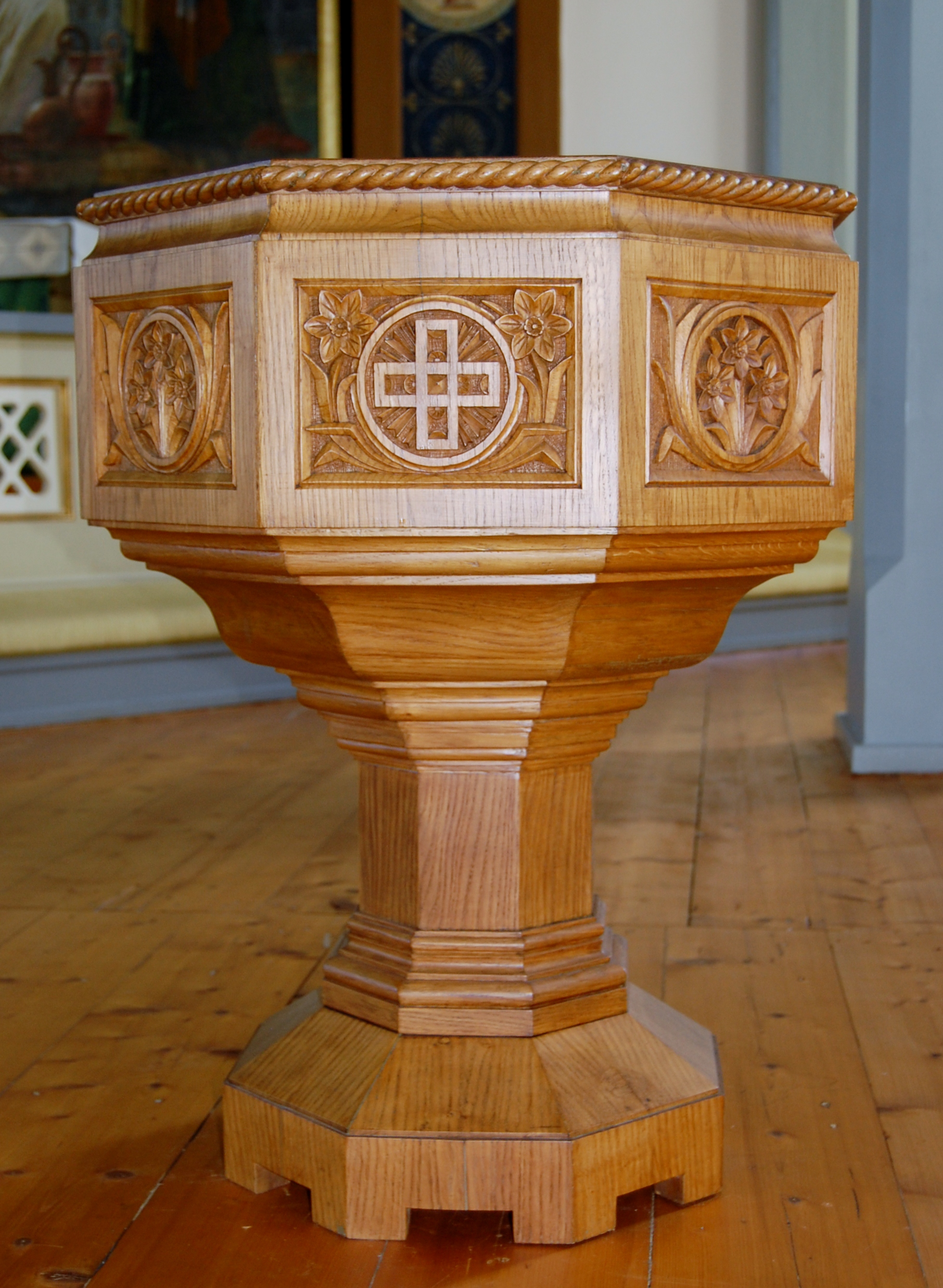
Dopfunt  av alm med snidade fält.
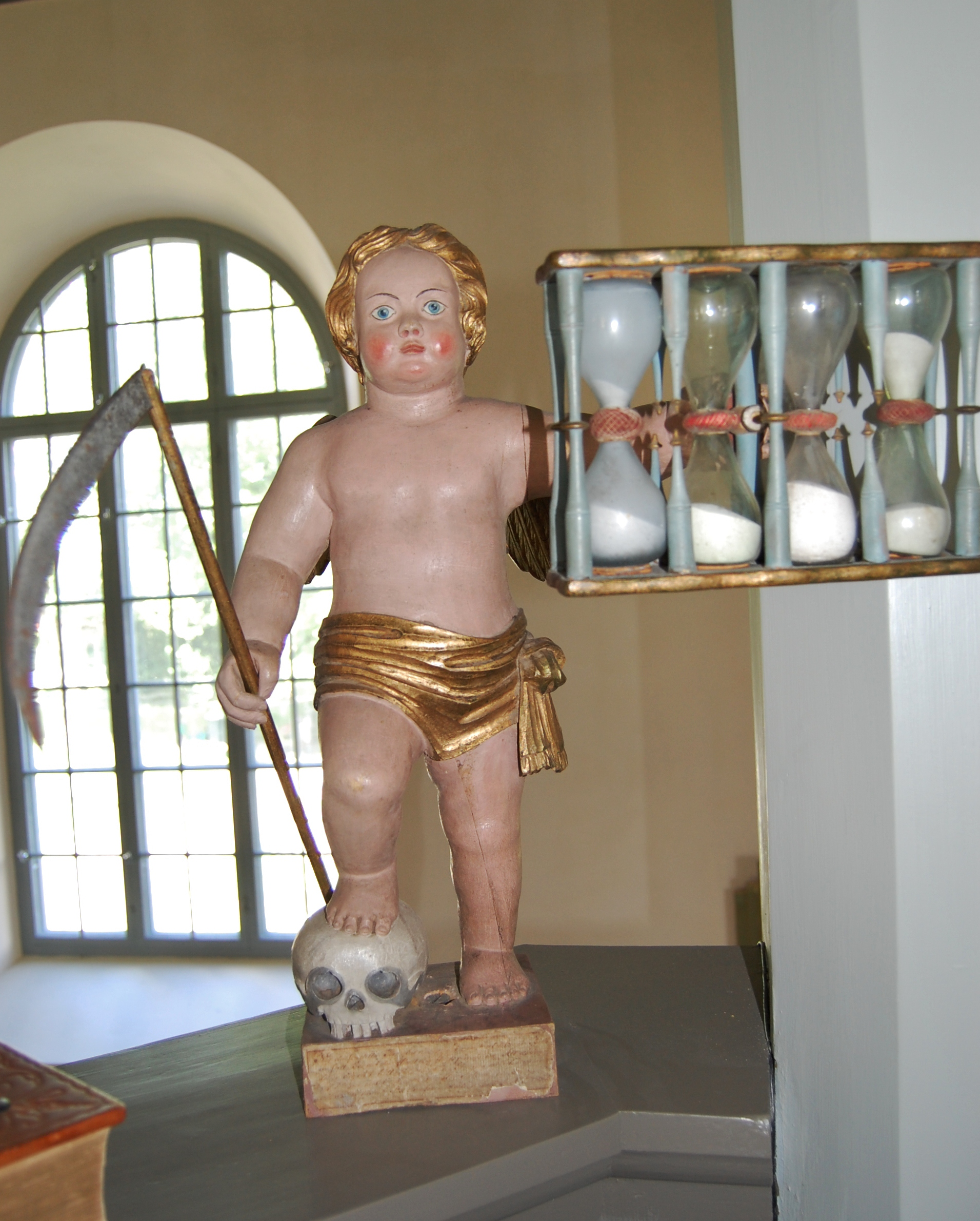
Ängel med timglas.
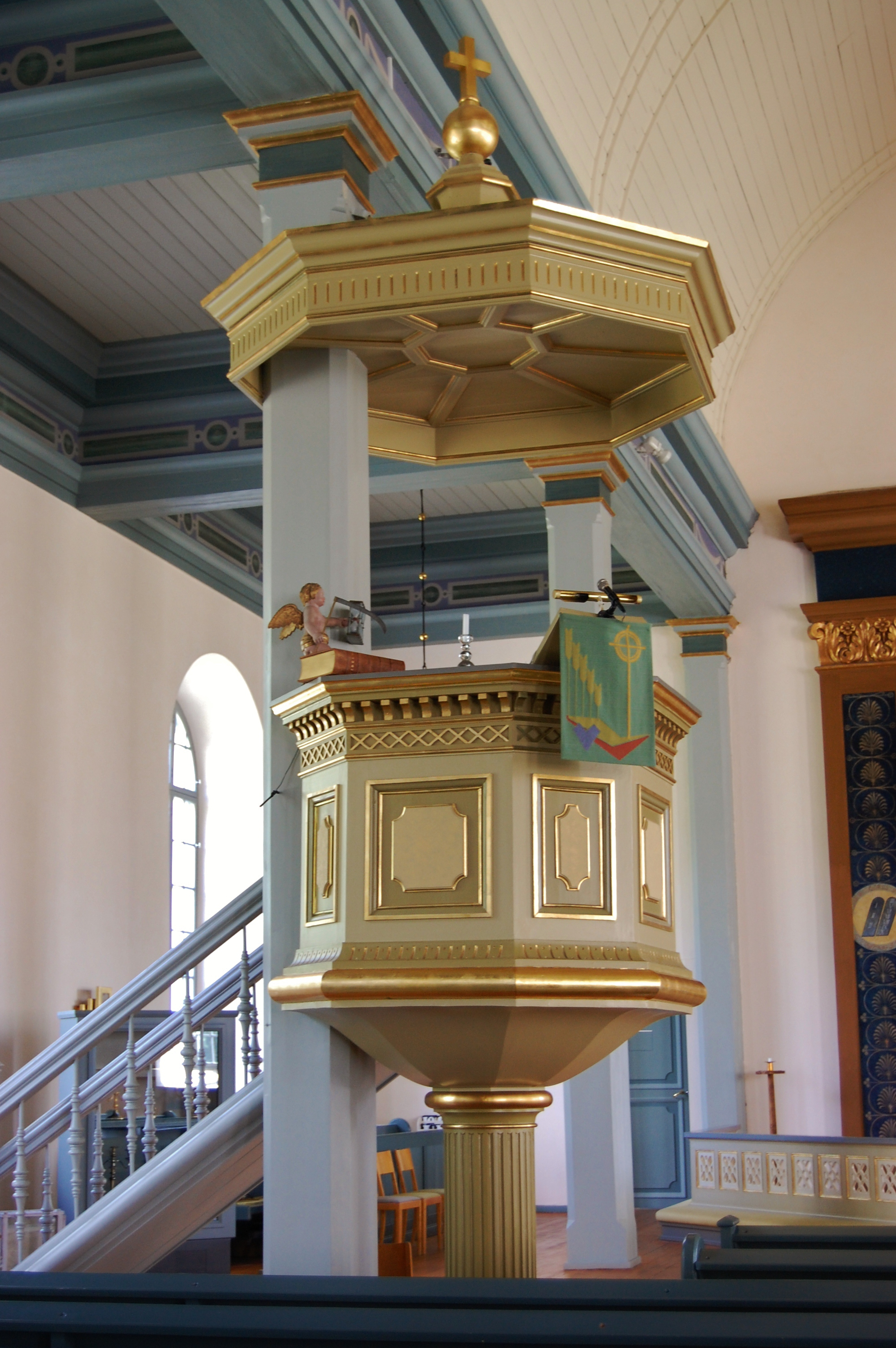
Predikstolen.
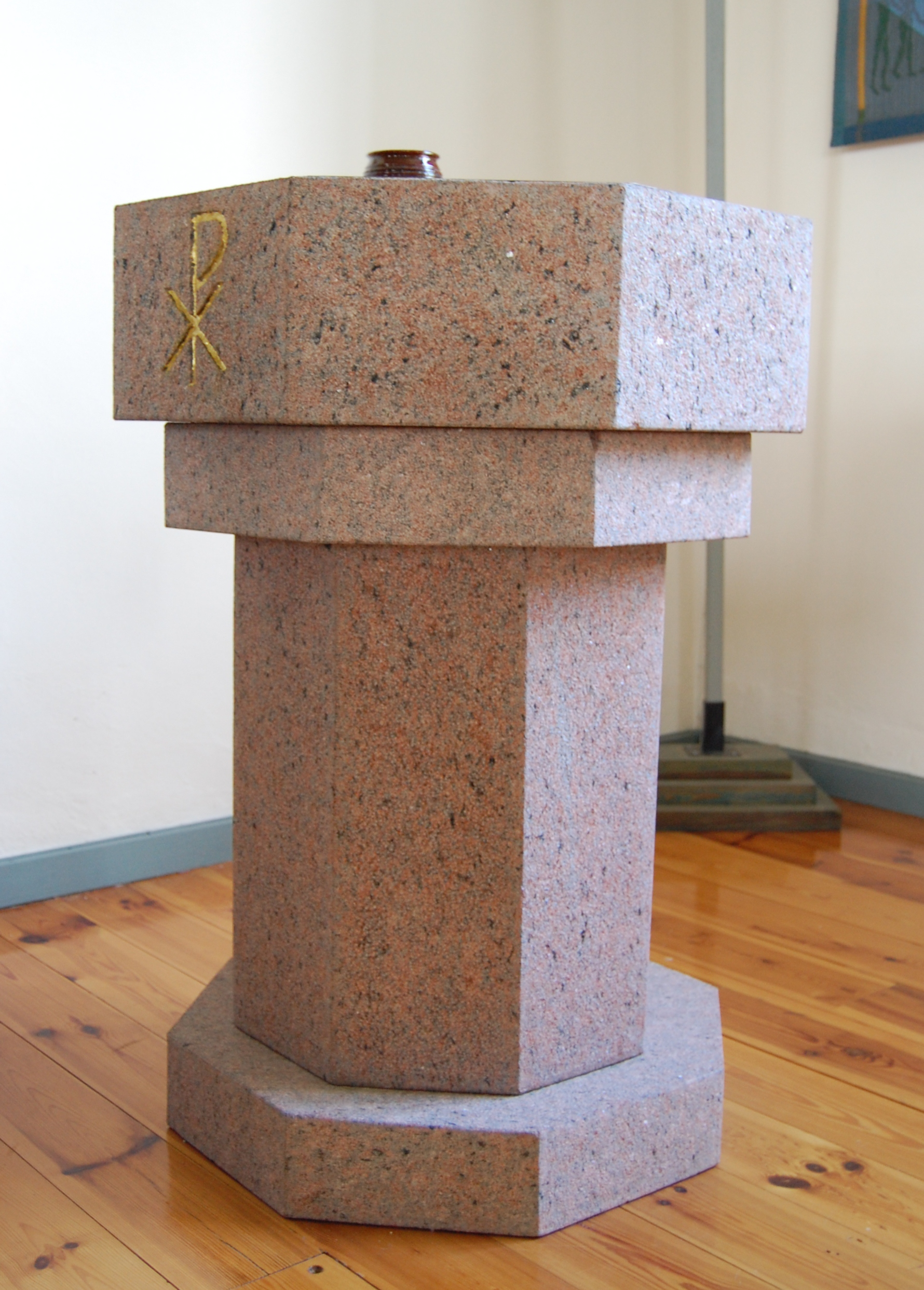
Dopfunt i kyrkans dopkapell
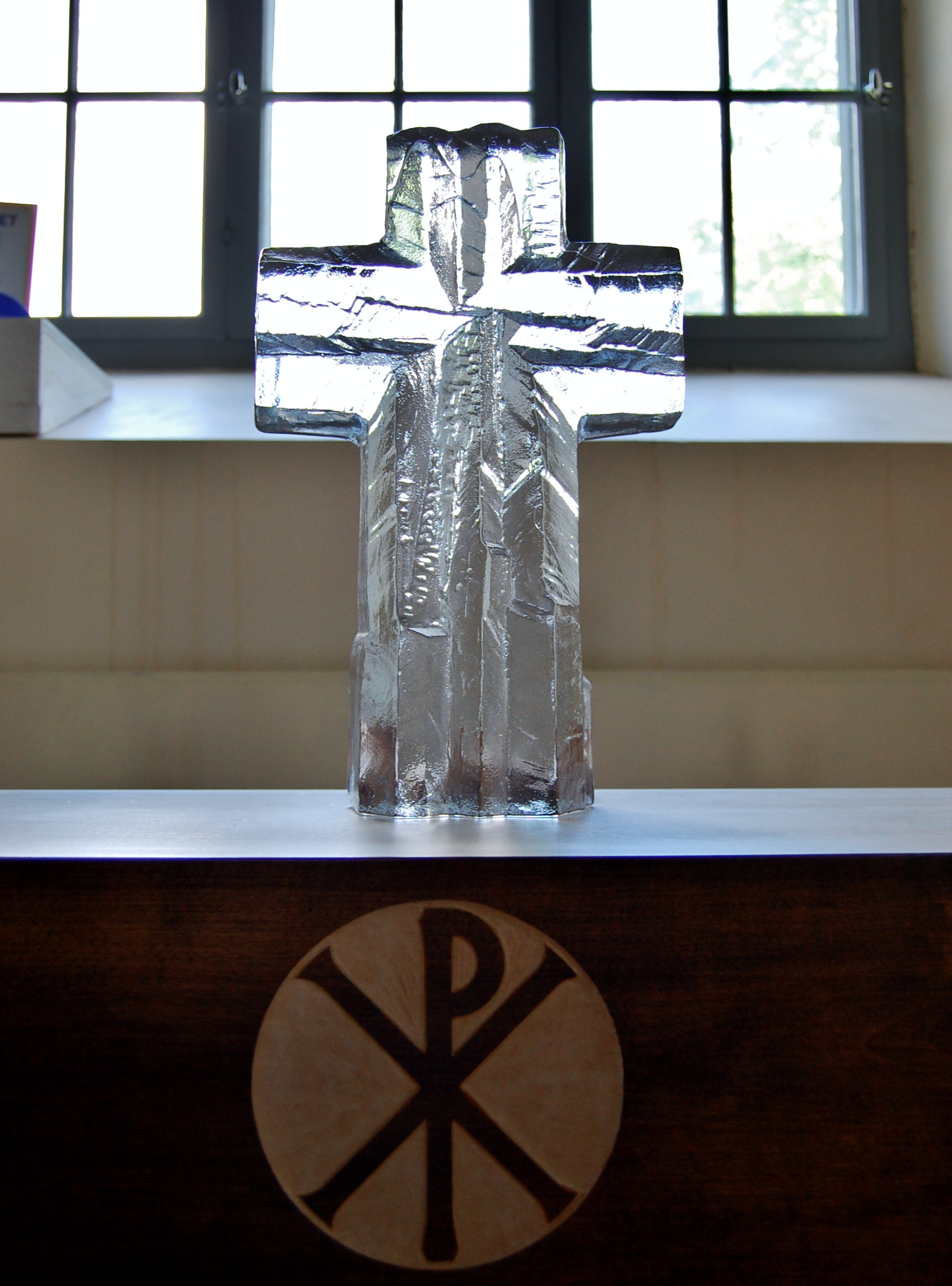
Glaskors på dopaltaret